# 马格德堡号小巡洋舰
马格德堡号是德意志帝国海军所建造的四艘马格德堡级小巡洋舰的首舰，以萨克森省首府马格德堡命名。它由不来梅的威悉船厂自1910年起建造，至1912年8月完工并交付公海舰队使用。马格德堡号的主舰炮为十二门105毫米45倍径速射炮，最高速度达27.5节。
马格德堡号在入役后便被用作鱼雷试验船，至第一次世界大战于1914年8月爆发后再重返现役，并被部署至波罗的海。在那里，舰只于8月2日打响了战争中针对俄国的第一枪，当时它炮击了利鲍的港口。在8月底之前，它还参与了一系列轰炸俄军阵地的行动。8月26日，舰只加入了对芬兰湾入口处进行扫荡的行动；当它驶至爱沙尼亚沿岸时，不慎在奧斯穆斯島擱淺，无法挣脱。两艘俄国巡洋舰出现并占领了马格德堡号。共有15名船员在短暂的交战中阵亡。俄国人在舰上找到了三本完整的德军代码簿，其中一本移交给了英国人。在掌握解密德国无线电信号的能力后，使英国有能力在战争期间多次伏击德军部队，其中包括日德兰海战。俄国人部分报废了马格德堡号，而在残骸完全拆毁之前，它仍然维持接地状态。

## 设计
马格德堡号是为替代老旧的小巡洋舰鵟号而以“鵟替舰（Ersatz Bussard）”为代号进行订购，并于1910年在不来梅的威悉船厂开始架设龙骨，建造编号为171。作为威悉船厂为德意志帝国海军建造的第十艘小巡洋舰，它于1911年5月13日下水，之后展开舾装工作。在下水仪式上，由马格德堡时任市长赫尔曼·奥托·赖马鲁斯主持为舰只命名。至1912年8月20日，舰只正式投入公海舰队使用。
马格德堡号的全长为138.70（455英尺1英寸），有13.5（44英尺3英寸）的舷宽和4.4（14英尺5英寸）的前吃水。在满载情况下，舰只的排水量可达4,570公噸（4,500長噸）。其推进系统由三套贝格曼蒸汽轮机组成，以驱动三个直径为2.75（9英尺0英寸）的三叶螺旋桨。舰只设计可输出25,000匹軸馬力（19,000千瓦特）的额定功率，但在实际使用中达到了33,482匹軸馬力（24,968千瓦特）。它们由十六台燃煤船用式水管锅炉提供动力，其后又改造为将燃油喷洒在煤上以提高燃烧效率。这也使舰只的最高速度可达27.5節（50.9每小時）。马格德堡号能够携带1,200公噸（1,200長噸）煤和额外106公噸（104長噸）燃油，允许其以12節（22每小時）的速度续航5,820海里（10,780）。舰只的标准船员编制则为18名军官及336名水兵。
马格德堡号的主舰炮由十二门单装105毫米45倍径速射炮组成。其中两门并排布置在艏艛前方，八门设于舰舯、每边各四门，以及两门并排布置在舰艉。炮管的仰角可提升至30°，使其可以瞄准最高达12,700（13,900碼）开外的目标。主炮备弹共1800发，每门150发。此外，舰只还标配搭载有两具500（19.7英寸）鱼雷管和五枚鱼雷，均浸没舷侧的船体内。它还可携带120枚水雷。在装甲方面，马格德堡号的侧舷由60（2.4英寸）厚的水线装甲带保护。司令塔的侧面有100（3.9英寸）厚，而甲板的厚度则为60毫米。

## 服役历史
马格德堡号在入役后即取代小巡洋舰奥格斯堡号担任鱼雷试验船。当第一次世界大战于1914年8月爆发后，它又被部署至波罗的海，受海军少将罗伯特·米施克指挥。8月2日，马格德堡号打响了战争中针对俄国的第一枪，当时它炮击了利鲍的港口，而奥格斯堡号则在海港外围布设了一个水雷区。事实上，俄国人当时已然离开利鲍，后者亦由德国陆军占领。由于奥格斯堡号布设的雷区标记不佳，这对德军行动造成的阻碍更甚于俄国人的抵抗。马格德堡号之后又跟随波罗的海部队对俄国阵地展开一系列的轰炸，其中包括十天后、即8月12日炮击了设于达格奥特的里斯特纳灯塔。8月17日，马格德堡号、奥格斯堡号连同三艘驱逐舰和布雷艇德国号遭遇了两艘强大的俄国装甲巡洋舰——马卡罗夫将军号和怒吼者号。然而，俄国指挥官却错误的认为德国大巡洋舰罗恩号和海因里希亲王号也在阵中而未敢发动攻击，两军遂各自撤退。

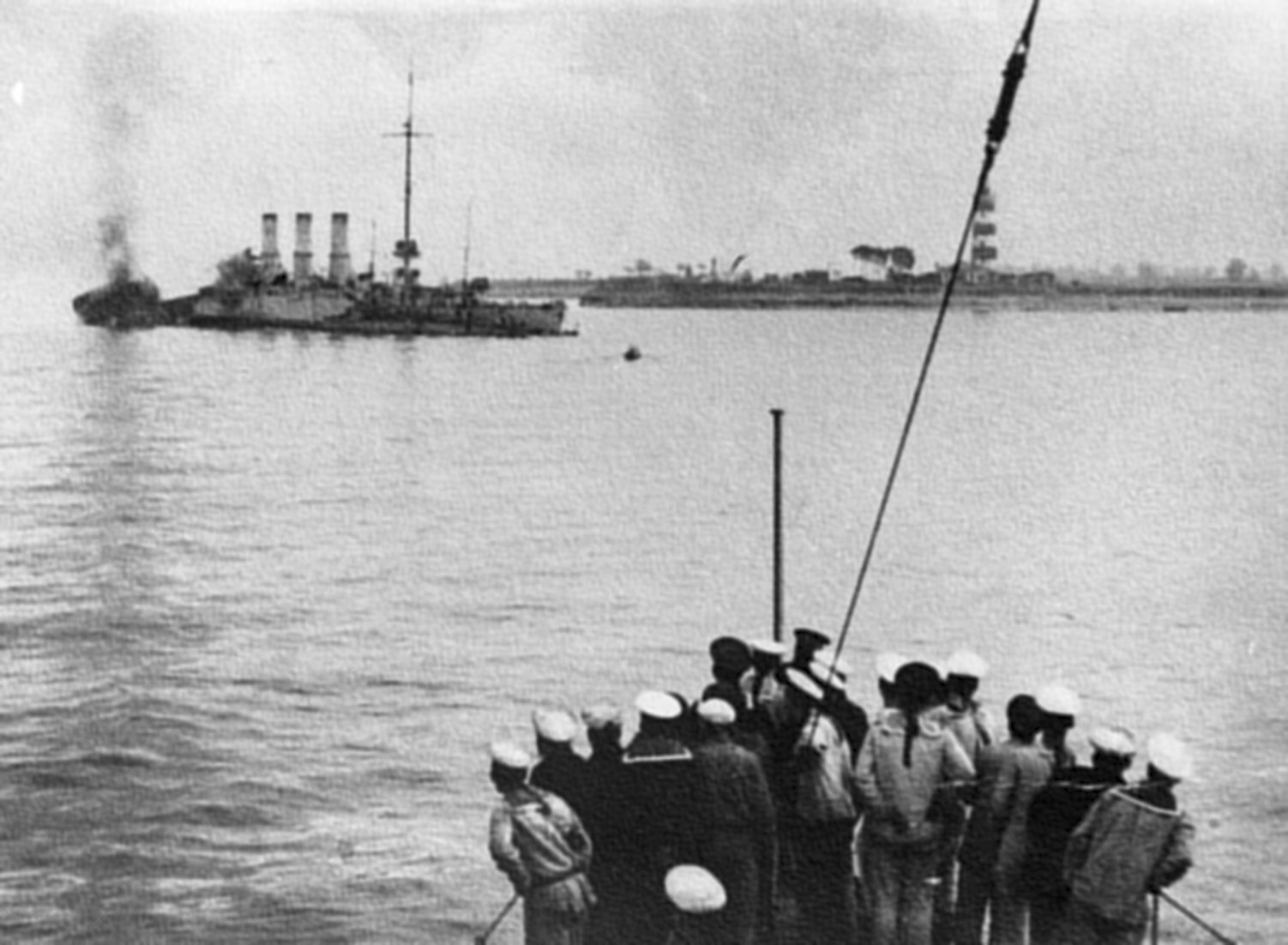
马格德堡号在奧斯穆斯島附近搁浅

随后，身为波罗的海武装部队总司令的海因里希亲王，任命海军少将埃勒·贝林取代了米施克的职位。贝林下令在8月26日进行另一次行动，即肃清芬兰湾入口处的俄国侦察部队。当日早晨，马格德堡号在爱沙尼亚沿岸的奧斯穆斯島灯塔附近擱淺。为其护航的驱逐舰V26号试图将马格德堡号解救出来，但未能奏效，遂开始接载该舰的部分船员。在撤离过程中，俄国巡洋舰博加特耶尔号和帕拉斯号出现并炮击了搁浅的马格德堡号。德国人摧毁了舰只的前部，但在俄国人到来之前未能达成完全破坏。马格德堡号的15名船员在袭击中遇难。德国人的代码簿亦未及销毁；俄国人能够找回其中的三本以及通行的密码索引。10月13日，他们通过两位俄国信使将一份副本交给了英国皇家海军。俄国海军在原地对舰只进行了部分报废，并最终拆毁了残骸。
代码簿的俘获令英国皇家海军得到了显著的优势。海军部立即创建了一个名为“40号室”的解译部门，以处理所截获的德国无线电信号。有了代码簿和密码索引，英国人能够追踪大多数德国军舰的动向；这些信息都可以传递至大舰队总司令、海军上将约翰·杰利科。这使得英国人可以多次伏击部分或整个公海舰队，其中最为成功的是1915年1月的多格滩海战和1916年5月的日德兰海战。

## 延伸阅读
- Mäkelä, Matti E. . Koblenz: Bernard & Graefe Verlag. 1984.

59°18′N 23°21′E / 59.300°N 23.350°E